# Barueri Volleyball Club
O Barueri Volleyball Club, também conhecido pelo nome fantasia Flor de Ypê/Paulistano/Barueri, é uma equipe brasileira de voleibol feminino da cidade de Barueri em São Paulo. Atualmente disputa a Superliga e o Campeonato Paulista.

## História
A primeira equipe adulta de voleibol a representar a cidade de Barueri foi o Dayvit, campeão paulista em 1997 e extinto ao final da temporada. Entre 2013 e 2014, outra breve participação da cidade na modalidade, com o Grêmio Recreativo Barueri, que assumiu o elenco do Jacareí Vôlei.
Por iniciativa do técnico da seleção feminina José Roberto Guimarães, morador da cidade, é criado um novo projeto em Barueri para disputar a Taça de Prata em 2016. Com duas vitórias na competição, a equipe capitaneada por Érika consegue a classificação para disputar a Superliga B na temporada 2017.

### Hinode/Barueri (2017–2019)
Mantida até então com os recursos de Zé Roberto e com atletas jogando sem salário, a equipe conseguiu o patrocínio da empresa de cosméticos Hinode, também sediada em Barueri, para a disputa da Superliga B. De forma invicta, o time conquista o título da competição, derrotando o RH-Sulflex/Clube Curitibano por 3-0 na final, e alcançando a promoção para a elite nacional na temporada seguinte. De volta ao Campeonato Paulista no segundo semestre, o Hinode/Barueri chega à final, perdendo no golden set para o Nestlé/Osasco.
Reforçada pela oposta polonesa Kasia Skowronska e pelas bicampeãs olímpicas Jaqueline e Thaísa, a equipe termina em quinto lugar na primeira fase da Superliga 2017/18. Nas quartas-de-final, Barueri novamente foi eliminada por Osasco, em dois jogos.  A boa campanha na Superliga classificou o Hinode/Barueri pela primeira vez para a Copa Brasil, onde foi derrotado mais uma vez nas quartas-de-final pelo mesmo adversário. As duas equipes se encontraram novamente na fase semifinal do Paulista de 2018, com mais uma vitória do time osasquense no golden set, repetindo o resultado de 2017.
A sequência de eliminações para Osasco seguiu na Superliga 2018/19. Com Skowronska em grande fase, liderando o campeonato em pontuação, o time de Barueri caiu nas quartas-de-final para as rivais da cidade vizinha. Na Copa Brasil, a sexta queda consecutiva diante de Osasco, também nas quartas-de-final.

### São Paulo/Barueri (2019–2021)
Em julho de 2019, é firmada uma parceria com o São Paulo Futebol Clube, mudando o nome da equipe e as cores para as do clube de futebol. Logo na primeira competição após o novo acordo, o time treinado por Zé Roberto Guimarães encerra a sequência negativa contra Osasco, vencendo as rivais na final e conquistando o inédito título paulista em 2019. No ano seguinte, no entanto, o São Paulo/Barueri foi derrotado nas semifinais do Paulista para o mesmo rival.
A edição da Superliga de 2020 no mesmo ano foi cancelada após a primeira fase devido à pandemia de COVID-19, tendo o time de Barueri terminado a primeira fase em sexto lugar. Durante a parceria com o São Paulo, o maior algoz do Barueri no cenário nacional foi o Praia Clube, responsável pelas quedas nas quartas-de-final da Superliga 2020/21 e da Copa Brasil em 2020 e 2021.
Por conta de atrasos nos pagamentos, a parceria foi encerrada em 2021.

### Barueri VC (2021–2024)
O projeto teve sequência mesmo com o fim da parceria. Apostando no desenvolvimento de jovens talentos, a equipe passou a ser apelidada de Chiquititas, contando com atletas como Lorrayna, Kenya, Diana, Nyeme e Kisy.
O Barueri retornou à final do Paulista em 2021, ficando com o vice em nova derrota para Osasco. Em 2022, ficou de fora dos playoffs do estadual pela primeira vez. mas avançou para as quartas-de-final na Superliga, fase na qual foi eliminado pelo Minas em 2021/22, e Praia Clube em 2022/23. Na Copa Brasil, também ficou pelo caminho nas quartas, sendo eliminado pelos mesmos adversários em 2022 e 2023.
Em maio de 2023, Zé Roberto deixa o cargo de treinador após seis anos para assumir o THY, da Turquia. O então auxiliar Wagão passa a ser o comandante do time, dividindo as funções com o comando da Seleção Brasileira sub-21. No Paulista de 2023, sob o comando do auxiliar Alexandre Gomes, o Barueri cai nas semifinais, perdendo em dois jogos para Osasco. Em 2024, o Barueri repete o retrospecto dos anos anteriores, perdendo para o Rio de Janeiro nas quartas-de-final da Copa Brasil e da Superliga.

### Flor de Ypê/Paulistano/Barueri (2024–)
Desde o fim da última parceria, a equipe passava por problemas financeiros, sendo sustentada por investimentos pessoais de Zé Roberto Guimarães. A situação chegou ao ponto de que o projeto seria descontinuado se seguisse dependendo unicamente dos recursos de seu fundador. Em outubro de 2024, o clube anunciou a marca de sabonetes Flor de Ypê como nova patrocinadora, assim como uma parceria com o Clube Athletico Paulistano. Com o nome de Flor de Ypê/Paulistano/Barueri, a equipe adotou as cores do Paulistano e passou a dividir suas partidas como mandantes entre o ginásio do clube e Barueri.

## Elenco atual
Elenco do Barueri Volleyball Club para a temporada 2024/2025.

## Títulos
| Nacionais | Nacionais           | Nacionais | Nacionais  |
|           | Competição          | Títulos   | Temporadas |
| --------- | ------------------- | --------- | ---------- |
| Brasil    | Superliga B         | 1         | 2017       |
| Estaduais |                     |           |            |
|           | Competição          | Títulos   | Temporadas |
| São Paulo | Campeonato Paulista | 1         | 2019       |